# Nagasawa Nao
Nagasawa Nao (tiếng Nhật: 長澤 奈央, Hán-Việt: Trường Trạch Nại Ương, sinh ngày 5 tháng 1 năm 1984) là một nữ diễn viên, cựu ca sĩ kiêm người mẫu người Nhật Bản. Cô được biết đến qua vai diễn Nanami Nono/Hurricane Blue trong phim truyền hình Ninpuu Sentai Hurricanger (2002).

## Diễn xuất
- "Dozy" (こっくりさん kokkurisan?) (film)
- Nanami Nono/Hurricane Blue trong Ninpuu Sentai Hurricaneger (Super Sentai, 2002)
- Nikkei trong Nao Nagasawa's Try! Try! Try! (長澤奈央のｔｒｙ！ｔｒｙ！ｔｒｙ！?) (fumetti)
- Taeko (タエコ?) trong "It's Darkest Before Dawn" (いちばん暗いのは夜明け前 ichiban kurai no wa yoake mae?) (TV drama)
- Girl'sBOX the movie
- Mayuko Hasekura in K-tai Investigator 7[1] (TV drama, 2008)
- Kirara Mamiya in Tomica Hero Rescue Force
- Kamen Rider W (仮面ライダーＷ（ダブル）, Kamen Raida Daburu) - Lily Shirogane (Tập 27-28) (Kamen Rider Series, 2010).
- "Kamen rider Fourze tập 21, 22
- Tomomi Saionji (西園寺 智美 Saionji Tomomi?) trong Kishiryu Sentai Ryusoulger tập 30.

## Danh sách miêu tả các đĩa hát

### Album
- 2003 6 tháng 8: Trip Lip
- 2006 29 tháng 3: BODIES
- 2007 21 tháng 3: LOVE BODY -SEASON 1-
- 2008 5 tháng 3: NAO BEST

### Đĩa đơn
| Ngày phát hành   | Tựa                     | Lịch sử xếp hạng | Lịch sử xếp hạng | Album    | Nhãn      | Nhãn      |
| Ngày phát hành   | Tựa                     | Đỉnh cao         | Tuần             | Album    | Đóng dấu  | Phân phối |
| ---------------- | ----------------------- | ---------------- | ---------------- | -------- | --------- | --------- |
| 2003 25 tháng 6  | "Pump up"               | #33              | 5                | Trip Lip | Starchild | King      |
| 2004 21 tháng 1  | "×○×○×○"                | #27              | 4                |          | Starchild | King      |
| 2005 24 tháng 3  | "Mama Said"             | #60              | 2                | BODIES   | avex trax | avex      |
| 2005 27 tháng 7  | "Love Body"             | #54              | 3                | BODIES   | avex trax | avex      |
| 2005 30 tháng 11 | "Fun Time"              | #63              | 1                | BODIES   | avex trax | avex      |
| 2006 13 tháng 9  | "Love Body 3"           | -                | -                |          | avex trax | avex      |
| 2006 6 tháng 12  | "GAME/Love Body for..." | -                | -                |          | avex trax | avex      |
| 2007 19 tháng 9  | "To You"                | -                | -                |          | avex trax | avex      |

### Khác
- 2005 March 16: Girl's BOX ~Best Hits Compilation~: bài "×○×○×○" và "Perseus" (Yu Hasebe (dream) & Nao Nagasawa chorus với Mai Iwasaki & Miori Takimoto (both SweetS))
- 2005 13 tháng 7: Girl's BOX ~Best Hits Compilation Summer~: bài "Lovebody (Brand-New mix còn gọi là. Girl's BOX Version)"
- 2005 30 tháng 11: Girl's BOX ~Best Hits Compilation Winter~: bài "Koibito ga Santa Claus" và "Giant X'mas ~Yūjō ni ribbon~" (3rd X'mas featuring dream, Nao Nagasawa, SweetS, Nanase Hoshii, Aiko Kayō, PARADISE GO!!GO!! & Michi Saitō)
- 2008 12 tháng 3: Girl's BOX ~LOVER'S HIGH Original Song Collection~: bài "To You" và với Kingyo for "LOVER'S HIGH" featuring Nagasawa Nao, Kayo Aiko và DRM's Hasebe Yu

## Video
- 2007,tháng 3: (TBA) GoGo Sentai Boukenger vs. Super Sentai...Nanami Nono/Hurricane Blue
- 2004 25 tháng 8: Witch♡ ~Trip Lip the Movie~